# محمود حافظ (عالم مصري)
محمود حافظ (10 يناير 1912 م- 23 ديسمبر 2011) هو عالم مصري رائد في علم الحشرات والرئيس السابق للمجمع العلمي المصري ومجمع اللغة العربية بالقاهرة. فهو أول مصري يحصل على شهادات الدكتوراه في علم الحشرات، وثاني مصري يجمع بين رئاسة مجمع اللغة العربية والمجمع العلمي بعد عميد الأدب العربي طه حسين. توفي بعد مرور أسبوع واحد من حريق المجمع العلمي إثر احتجاجات شهدتها القاهرة.

## نشأته ودراسته
ولد محمود حافظ في 10 يناير 1912 وهو من أسرة لها تاريخ عريق في النضال ضد الاستعمار الإنكليزي. فقد أسّس والده ما عُرف بـ«مملكة فارسكور»، التي تكونت في دمياط لطرد الإنكليز، واضطر لبيع جميع ممتلكاته للإنفاق على العمل الوطني، حتى دفع الزعيم المصري سعد زغلول 50 جنيهًا لمساعدة ابنه على استكمال تعليمه.
بدأ محمود حافظ تعليمه في كُتَّاب فارسكور حيث حفظ القرآن. ولكنه ترك الكتاتيب وانتقل للقاهرة لاستكمال تعليمه بالمدرسة السعيدية الثانوية بناءً على رغبة والدته. ثم تخرج في كلية العلوم جامعة القاهرة، جامعة فؤاد الأول آنذاك، عام 1935 وعُيِّن معيدا فيها، حيث حصل على درجة الماجستير عام 1938، ثم درجة دكتوراه في علوم الحشرات عام 1940، وكان أول مصري يحصل على هذه الدرجة. وواصل بحوثه الرائدة في جامعة لندن وجامعة كامبريدج بإنكلترا في عام 1953، حيث عُيِّن أستاذا رئيسا لقسم علم الحشرات بالجامعة، وعندما عاد للقاهرة عُيِّن وكيلا لكلية العلوم عام 1964.

## نشاطه المهني
ساهم محمود حافظ في إنشاء قسم الحشرات ووقاية النبات بالمركز القومي للبحوث وعمل علي تطويره وإعداد الباحثين فيه، ووحدة للبحوث بهيئة الطاقة الذرية، والمركز الإقليمي للنظائر المشعة. وأسهم في تطوير معهد بحوث ناقلات الأمراض في وزارة الصحة ووضع البرامج البحثية لها والإشراف علي تنفيذها وإعداد الكوادر العلمية بها، كما أسهم في تخطيط البحوث علي مستوي الجمهورية في أثناء شغله منصب وكيل وزارة البحث العلمي، وشارك في أكثر من خمسين مؤتمرًا عالميًّا في العلوم البيولوجية وعلوم الحشرات ومكافحة الآفات وكذلك في تاريخ العلم. كما ألقى العديد من المحاضرات في الجامعات الأوربية والأمريكية والأفريقية والآسيوية أستاذًا زائرًا بها.
وإلى جانب هذا النشاط العلمي كان له نشاط ديني، فقد عمل أمينًا عامًّا لجمعية الهداية الإسلامية مع محمد الخضر حسين شيخ الجامع الأزهر الأسبق طيلة سبعة عشر عامًا.

### المجمع العلمي
عُيِّنَ محمود حافظ وكيلاً للمجلس الأعلى للبحث العلمي، فوكيلاً لوزارة البحث العلمي سنة 1968م عاد بعدها رئيساً لقسم علم الحشرات حتى عام 1972م، ثم أصبح أستاذاً متفرغاً بالكلية. واختير خبيراً بالمجمع العلمي في لجنة علوم الأحياء والزراعة ثم اختير عضواً بالمجمع العلمي في سنة 1977م، في المكان الذي خلا بوفاة الدكتور مراد كامل، ثم نائباً لرئيس المجمع العلمي عام 1996م حتى عام 2005م، ثم رئيساً للمجمع العلميمن عام 2005م.
منذ أن اختير الدكتور محمود حافظ لعضوية للمجمع العلمي، وهو يساهم مساهمة فعالة في نشاط المجمع، في مجلسه ومؤتمره، وفي أعمال اللجان التي يعمل مقرراً لها، وهي لجنة علوم الأحياء والزراعة، ولجنة الكيمياء والصيدلة، وكذلك عضويته بلجنة الجوائز ولجنتي الجيولوجيا والنفط.
وقد قال عنه الدكتور محمود مختار يوم استقباله (21 من مارس 1977م): 
«شخصية وضاءة حملت مشعل العلم والتعليم زمناً طويلاً بأمانة وكفاية، ورصعته بلآلئ من الدين الحنيف واللغة العربية المباركة.» (مجلة المجمع ج 39).

### مجمع اللغة العربية
يعود انخراط محمود حافظ في مجمع اللغة العربية إلى عام 1956 عندما كان يتعاون مع نذير بك، أحد أعضاء المجمع، في ترجمة بعض المصطلحات إلى العربية. ثم اخُتير خبيرًا في المجمع عام 1964. وشارك حافظ في العديد من لجان المجمع قبل أن يُنتخب بالإجماع نائباً لرئيس المجمع في 1996 ثم خلف شوقي ضيف في رئاسة المجمع في عام 2005 بعد انتخابه بالإجماع كذلك. ولم يحدث في تاريخ المجمع هذا الإجماع. وبذلك أصبح حافظ أول علمي في تاريخ المجمع يشغل كرسي الرئاسة فيه.
ومن خلال مجمع اللغة العربية، أجري العشرات من الدراسات حول المعاجم العلمية، وتعريب العلوم، وشارك في ترجمة وتعريب الآلاف من المصطلحات، من خلال لجان الأحياء، والزراعة، والكيمياء، والصيدلة، والنفط. ودافع حافظ عن العربية من اتهامها بانها لا تستوعب العلوم الحديثة معتبرا ذلك «فِرية/كذبة» مطالبا ببذل الجهد المتواصل في تعريب العلوم ومنها الطب. كما حذر من اتساع الهوة بين الأجيال الجديدة والعربية معتبرًا سبب ذلك انتشار المدارس الأجنبية والتي لا تهتم بالعربية.

## نشاطه علي المستوي القومي
1. نائب رئيس مجمع اللغة العربية بالقاهرة حتى عام 2005م، ثم رئيسًا له حتى وفاته في 2011.
2. رئيس المجمع العلمي المصري حتى وفاته، فهو المصري الوحيد الذي نال شرف رئاسة المجمعَيْنِ (مجمع اللغة العربية، والمجمع العلمي المصري) في آنٍ واحد.
3. عضو المجلس القومي للتعليم والبحث العلمي.
4. عضو مجلس أكاديمية البحث العلمي والتكنولوجيا.
5. رئيس الجمعية المصرية لتاريخ العلوم.
6. رئيس الجمعية المصرية لعلم الحشرات.
7. رئيس الجمعية العلمية المصرية العامة (الاتحاد العلمي المصري).
8. رئيس اللجنة القومية للعلوم البيولوجية بالأكاديمية.
9. رئيس لجنة جوائز الدولة التقديرية وجائزة مبارك في العلوم الأساسية بالأكاديمية.
10. عضو المجمع المصري للثقافة العلمية ورئيس سابق.
11. عضو بالأكاديمية المصرية للعلوم ورئيس سابق.
12. عضو مؤسس للجمعية المصرية لعلم الطفيليات ورئيس سابق.

## نشاطه على المستوي الدولي
1. عضو وزميل بالأكاديمية الإسلامية للعلوم (عمَّان - الأردن).
2. عضو وزميل بأكاديمية العلوم الأفريقية (نيروبي- كينيا).
3. عضو وزميل بأكاديمية العالم الثالث للعلوم (تريستا - إيطاليا).
4. عضو فخري بجمعية علم الحشرات الروسية.
5. عضو متميز بجمعية علم الحشرات الأمريكية.
6. زميل بالجمعية الملكية لعلم الحشرات بلندن.
7. عضو الاتحاد الدولي للعلوم البيولوجية (باريس).
8. عضو بالمنظمة الدولية للمكافحة البيولوجية للآفات (باريس).
9. عضو مجلس الاتحاد الدولي لتاريخ العلوم (لييج – بلجيكا).
10. عضو مؤسس بالمركز الدولي لبيئة وفسيولوجيا الحشرات (نيروبي- كينيا).
11. عضو فخري بالمجلس الدائم للمؤتمرات الدولية لعلم الحشرات والمجلس الدولي لوقاية النبات (بكين – الصين).
12. مستشار للمنظمة الدولية للصحة العالمية في موضوع الحشرات الناقلة للأمراض.

## وفاته
على الرغم أنه لم يعلم عن تدمير وحريق المجمع العلمي شيئاً، إلا أن القدر اختار أن يكون رحيله عن الحياة، عقب وفاة المكان الذي أَفنى فيه حياته، فقد توفي صباح يوم الجمعة، عن عمر يقارب 100 عام.
وكان د. محمود قد قضى نحو شهر في غيبوبة داخل مستشفى قصر العيني، على بعد أمتار من المجمع العلمي، الذي شهد حريقاً مدمراً قبل وفاته بأسبوع، عقب اشتباكات بين المتظاهرين وعناصر من الجيش المصري. وقالت زوجة الراحل في تصريحات صحفية، «أحمد الله أنه كان في غيبوبة خلال حريق المجمع الذي أفنى الدكتور عمره فيه».

## الجوائز والأوسمة الحاصل عليها
1. جائزة مبارك في العلوم لعام 1999م.
2. جائزة الدولة التقديرية في العلوم لعام 1977م.
3. الميدالية الذهبية لجهوده العلمية البارزة مع شهادة تقدير من أكاديمية البحث العلمي والتكنولوجيا عام 1978م.
4. شهادتا تقدير من هيئة بحوث وزارة الزراعة الأمريكية ومركز البحوث البحرية الأمريكية، لبحوثه الرائدة في الآفات الزراعية والطبية (1972، 1987م).
5. وسام الاستحقاق من الطبقة الأولى عام 1978م.
6. وسام العلوم والفنون من الطبقة الأولى عام 1981م.

## مؤلفاته

### العلمية
له مؤلفات كثيرة جليلة في مجال علوم الأحياء وهي: 
- كتاب علم الحيوان العام.
- كتاب تشريح الحيوان.
- أسس علم الحيوان.
- الحشرات.
- أعد الجزء الخاص بعلم الحيوان في الموسوعة العلمية العربية.

وبالإضافة إلى ذلك فقد راجع عدة كتب مرجعية مترجمة، منها:
- تاريخ علم الأحياء.
- عالم النحل.

كما شارك في ترجمة معجم «كومُتن» في علوم الحياة مع الدكتور أحمد عمار.
وحفلت الدوريات العلمية بكثير من بحوثه (163 بحثًا) في مجال علم الحشرات، وعلم الحيوان، كما أشرف على كثير من رسائل الماجستير والدكتوراه في هذا الميدان.

### اللغوية
المحاضرات التي ألقاها في المجمع فهي:
- اللغة العربية في خدمة علوم الأحياء. (مجلة المجمع ج 43).
- مجمع اللغة العربية ولغة العلم. (مجلة المجمع ج 53).
- اللغة العربية في مؤسسات التعليم العام والتعليم الجامعي ووسائل النهوض بها. (مجلة المجمع ج 65).
- المجمع المصري للثقافة العلمية، تاريخه ومنجزاته. (مجلة المجمع ج 75).
- معاجمنا العلمية المتخصصة بين الأصالة والمعاصرة. (مجلة المجمع ج 76).
- الترجمة بين الماضي والحاضر ودورها في نقل العلوم إلى اللغة العربية. (مجلة المجمع ج 78).
- قضية التعريب في مصر. (مجلة المجمع ج 84).

وقد نُشر له بالمجمع فضلاً عن المعاجم العلمية المتخصصة التي شارك في إعدادها:
- آراء في قضية التعريب العالي والجامعي.
- قضية التعريب في مصر.
- مجمع اللغة العربية، موجز عن تاريخه وإنجازاته.
- كلماتي مع الخالدين.